# آلکساندریا (آلاباما)
آلکساندریا شهری است در ایالت آلاباما در کشور آمریکا.

## مکان
آلکساندریا در موقعیت (آلاباما) قرار دارد.
با توجه به اطلاعات اداره آمار آمریکا مساحت آن در حدود ۲۸٫۷ کیلومترمربع است.

## مردم‌شناسی
با توجه به آمار سال ۲۰۰۰ جمعیت آن ۳۶۹۲ نفر، ۱۳۹۷ خانواده در آن ساکن هستند.
تعداد ۱۴۶۷ واحد خانه در هر مساحت تقریبی (۵۱akm²) قرار دارد.
۲۷،۴% درصد از خانواده‌های فرزند زیر ۱۸ سال داشتند که از این تعداد ۶۴،۵% درصد زوج بوده و ۹،۸% درصد زنان بدون شوهر و ۲۲،۵% درصد نیز غیر خانواده بودند.
متوسط درآمد یک خانواده در حدود ۴۴،۹۵۳ دلار آمریکا است و زنان درآمد متوسط ۳۲،۵۵۴ دلار آمریکا و مردان درآمد متوسط ۲۲،۷۵۴ دلار آمریکا به دست می‌آورند.